# Enaphalodes coronatus
Enaphalodes coronatus là một loài bọ cánh cứng trong họ Cerambycidae.